# Lawrence Weschler
Lawrence Weschler (1952) is een Amerikaans schrijver van non-fictie. Hij studeerde af aan Cowell College aan de Universiteit van Californië in Santa Cruz in 1974 en was daarna meer dan twintig jaar schrijver voor The New Yorker, waar zijn werk politieke tragedies en culturele komedies omvatte. Hij werd twee keer winnaar van een George Polk Award en ontving in 1998 een Lannan Literary Award.
Hij doceerde in de jaren 90 aan het Sarah Lawrence College in New York, en was van 2001 tot aan zijn pensioen was Weschler directeur van de New York Institute for the Humanities aan New York University, 